# Henric Örn
Henric Wilhelm Örn, född 19 januari 1783 i Karlskoga församling, Örebro län, död 24 februari 1852 i Stora Tuna församling, Kopparbergs län, var en svensk militär. Han var far till Gustaf Örn, svärfar till Carl Wettergren och morfar till Carl Wettergren.

## Biografi
Henric Örn var son till förste lantmätare Gustaf Wilhelm Örn och Christina Catharina Dahl. Han blev officer 1802, avlade lantmäteriexamen 1803 och blev kapten vid Dalregementet 1812. Örn deltog i fälttåget mot Norge 1814, dels som tjänstgörande vid Dalregementet, dels som fältmätningsofficer samt som brigadadjutant. Han deltog som brigadadjutant i striderna vid Fredrikstad 3 augusti och i slaget vid Kjölbergs bro 14 augusti. Örn blev major 1817, överstelöjtnant 1827 och var 1835–1852 överste och chef för Dalregementet. Han tilldelades 1815 guldmedalj för tapperhet i fält. Örn blev riddare av Svärdsorden 1817 och kommendör av samma orden 1850.

### Familj
Örn gifte sig 6 februari 1814 på Klubbtäckt vid Falun med Elisabet Justina Svedelius (1787–1859), dotter till kyrkoherden Anders Svedelius i Mora församling och Justina Elisabet Schotte. De fick tillsammans barnen översten Gustaf Örn (1816–1905), Henrika Amanda Örn (1818–1904) som var gift med fältläkaren Carl Wettergren och Carolina Elisabeth Gustafva Örn (1821–1840).